# Christelijke Scholengemeenschap Walcheren
De Christelijke Scholengemeenschap Walcheren (CSW) is een christelijke middelbare school. De school heeft vestigingen in Middelburg en in Vlissingen.
Op de CSW wordt onderwijs gegeven op het niveau vmbo, havo en vwo. Ook is het mogelijk om in het eerste leerjaar een brugklas vmbo-t/havo te doen en om tto te doen.

## Niveaus
De CSW biedt een groot deel van de bestaande niveaus aan. Namelijk:
- vmbo
  - vmbo bk, dit is eerst twee jaar vmbo met daarna de keuze om vmbo basis of vmbo kader te doen. De b en de k staan dus respectievelijk voor basis en kader. Dit samengevoegd niveau is niet veelvoorkomend op scholen.
  - mavo, in 1999 zijn het mavo en het vbo samengevoegd tot het vmbo. Het oude mavo is in het huidige stelsel vmbo theoretisch. Het CSW noemt het echter nog steeds mavo, hoogstwaarschijnlijk omdat de reputatie van mavo beter is dan die van vmbo.
- havo
  - havo coachklas, op dit niveau krijg je op havo niveau les maar met extra begeleiding. Voor mensen die dit aankunnen is er de mogelijkheid om na een jaar havo te doen. Mensen die dit niet aankunnen kunnen mavo doen en kunnen na hun mavodiploma te hebben behaald alsnog havo doen.
- vwo
  - Atheneum
  - Gymnasium
  - tweetalig atheneum
  - tweetalig gymnasium

Wat opvalt is dat er een mogelijkheid is direct havo te doen. 

## Locaties
CSW heeft drie vestigingen:

### Van de Perre
CSW Van de Perre, vernoemd naar Johan Adriaen van de Perre (1738 - 1790) een natuurkundige, is de grootste van de drie scholen. Er zijn hier dan ook de meeste niveaus te volgen. Namelijk:
- mavo
- havo coachklas
- havo
- vwo

### Toorop
CSW Toorop geeft als kleinste van de drie scholen ook het minst aantal niveaus. Slechts één, te weten:
- vmbo bk

### Bestevaêr
CSW Bestevaêr is vernoemd naar Michiel de Ruyter die als bijnaam bestevaêr had. Ook deze school is niet groot met maar ongeveer 400 leerlingen, maar deze school biedt wel meer niveaus aan. Namelijk:
- vmbo bk
- mavo
- havo
- vrijeschool

## Verwijzingen
1. 1 2  Locaties | CSW Walcheren. www.cswalcheren.nl. Gearchiveerd op 13 augustus 2020. Geraadpleegd op 14 april 2020.